# 中橋舞
中橋 舞（なかはし まい、1987年12月23日 - ）は、関西で活躍しているフリーアナウンサー。オフィスキイワード所属。

## 来歴
兵庫県神戸市出身。神戸市立六甲アイランド高等学校卒業。神戸松蔭女子学院大学英米文学科卒業。在学中はアメリカ留学やカンボジア学生大使を務めたことがあった。
2011年、鈴鹿サーキットクイーン33期生に就任。2013年3月まで2年間務めた後、オフィスキイワードと契約しタレント・フリーアナウンサーとしての道を歩み始める。オフィスキイワードの同期は玉川恵、廣川陽子。

## 人物・エピソード
- 趣味はジョギング、ベリーダンス、スポーツ観戦。
- 3歳上の姉がいる[6]。
- 大切な周囲の人間が乳癌を患った事で深い関心を持ったピンクリボン運動を推進すべく自身の担当番組の中でも啓発している。
- 好きな言葉は、遠藤保仁の著書名になっている「明日やろうはバカヤロー」。
- 鈴鹿サーキットクイーンの先輩（32期生）だった長門亜弥（ながと あや）と同じ生年月日である[7]。

## 過去出演した番組

### テレビ
- @あっと!テレわか（リポーター、テレビ和歌山）
- バスキアタイム（リポーター、J:COM）
- 歴史街道（姫路ケーブルテレビ）
- 2時コレ!しっとぉ!?（サンテレビ、2015年10月16日[8]）
- ADSニュース・木曜日（アナウンサー、アドバンスコープ ）

### ラジオ
- ハートフル正村の結婚相談（ラジオ関西）
- HAMAラジ（FMビーチステーション）
- 南紀白浜温泉メッセージ花火（FMビーチステーション）
- 情報処。ちゃ〜みせ83.5（日曜日、FMなばり）[9]
- ほっと。すて〜しょん83.5・月曜日（ナビゲーター、FMなばり、2014年10月6日 - 2015年9月28日）
- ほっと。すて〜しょん83.5・木曜日（ナビゲーター、FMなばり、2015年4月2日 - 2015年9月24日）
- 給食バンザイ（FMひらかた、2015年4月 - 9月）[10]
- 情報処。ちゃ〜みせ83.5(2016年2月27日)[11]
- 寺谷一紀のまいど!まいど!（ラジオ関西）[12]
- Evening Station 83.5 Thurday（FMなばり）
- ライブラントレーナーとして活躍中

## その他
- SKI JAM勝山ゲレンデDJ
- 脇阪寿一トークショーMC
- Nike NTC×Rungal MC
- ブリーゼブリーゼ6周年記念イベントステージMC（ファッションショー、ライブ）、
- オペラパークキッズファッションショー司会
- Honda Cars運動会MC
- 高野山　全国少年野球大会　場内アナウンス
- 神戸　ふれあい中央カーニバル　司会
- 大阪モーターショー キャンバスマップルMC
- 夢ナビ MC
- 大阪マラソンエキスポ（ケイオプティコム）
- キャンペーン・イベントMC（ダイキン・SONY・資生堂・花王メリーズ・シーボン化粧品等）
- 展示会MC（Panasonic展示会多数）
- PVEXPO MC
- ラジオ関西まつり（2015年10月11日[13]）
- 2016ユニセフカップ 神戸バレンタイン・ラブラン MC（2016年2月7日）[14]
- 淀川寛平マラソン2016 MC（2016年2月14日）[15]